# Historia del Club Atlético Newell's Old Boys

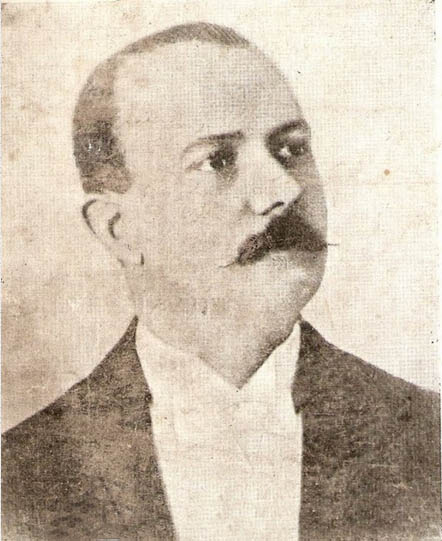
Isaac Newell, en cuyo honor los fundadores le dieron su nombre a la institución.

La Historia del Club Atlético Newell's Old Boys comenzó a escribirse en el año 1853, con el nacimiento de Isaac Newell. Poseedor de un espíritu aventurero y fanatismo por el fútbol, en 1869 dejó su Inglaterra natal para arribar a la ciudad de Rosario, Santa Fe, Argentina. En 1884 fundó el Colegio Comercial Anglicano Argentino, institución que a la postre albergaría al club.
El Club Atlético Newell's Old Boys fue fundado el 3 de noviembre de 1903, recibiendo su nombre en honor al mencionado Isaac Newell. Su actividad principal es el fútbol profesional, y se desempeña en la Primera División Argentina. Los colores que lo identifican son el rojo y el negro, con los cuales fueron diseñados el escudo y la casaca deportiva.
Comenzó su actividad futbolística en 1905, siendo parte de la Liga Rosarina de Fútbol, y a partir de 1931 es miembro de la Asociación Rosarina de Fútbol, donde disputó sus primeros campeonatos profesionales. Entre ambas instituciones totalizó 13 campeonatos locales de primera, 2 de segunda, y 2 copas nacionales. A partir de 1939 se incorporó a los torneos nacionales de AFA, donde se consagró campeón en 6 oportunidades y sumó una copa nacional. Alcanzó también en 2 oportunidades la instancia final de la Copa Libertadores de América.
El actual Presidente de Newell's Old Boys es Ignacio Astore.

## Fundación del Club (1903)
El Club Atlético Newell's Old Boys fue fundado el 3 de noviembre de 1903. Claudio Newell, quien fuera hijo de Isaac, estuvo entre sus principales fundadores. Para la conformación del acta oficial, Claudio convocó a profesores, alumnos, y exalumnos del colegio, mientras se extinguía la vida de su padre. En dicha ceremonia se decidió el nombre de «Club Atlético Newell's Old Boys» (viejos muchachos de Newell), homenajeando así la vida y obra de Isaac.

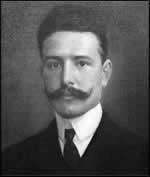
Claudio Newell, hijo de Isaac y uno de los miembros fundadores del club, También fundó el Místico Tablón de Rosario de calle Italia

La primera Comisión Directiva estuvo integrada por:
- Presidente: Víctor Heitz
- Secretario: Guillermo Moore
- Tesorero: José Hiriart
- Vocales: W. Wheler y A. Ginochio

El acta de fundación también fue firmada por:
- C. Newell, J. Calvet, J. Hiriart, R. Peroni, C. Barcelone, D. Barcelone, J. Vijande, F. González, C. González, A. Balbiani, B. Crawley, A. Fradua, A. Vabre, J. Viale, J. Caloso, J. Yordi, P. Lyons y P. Ferrando.

### Nombre
El término «old boys» se utiliza en la lengua inglesa para describir a los egresados de una institución educativa. Partiendo de esto, «Newell's Old Boys» significa «Egresados (de la escuela) de Newell» o, si se quiere, «Los viejos alumnos (muchachos) de (la escuela de) Newell», algo que se encuentra reforzado por el hecho de que los primeros integrantes del equipo de fútbol de la institución eran, efectivamente, egresados de la escuela de Newell.

### Colores

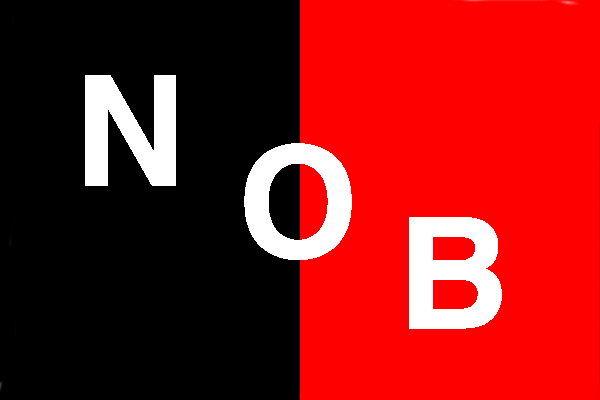
Los colores de Newell's Old Boys se basaron en el rojo de la bandera de Inglaterra y el negro de la alemana.

El escudo y la casaca deportiva del Club Atlético Newell's Old Boys están basados en dos colores: el rojo y el negro.
La utilización de los mismos data del siglo XIX, cuando Isaac Newell fundó el Colegio Comercial Anglicano Argentino; en aquel entonces se inspiraría en los colores de las banderas de Inglaterra (patria de Isaac) y Alemania (patria de su esposa Ana). La tarea de la elección de los colores fue encomendada al joven alumno y abanderado del Colegio, Ernesto Edwards.
Precisamente con la combinación de los mismos se diseñaría el primer escudo, y posteriormente se haría lo propio con la casaca deportiva.

### Apodo
Tanto los hinchas como los futbolistas de Newell's Old Boys son conocidos como los «leprosos», debido a que a principios del siglo XX fueron invitados a celebrar un encuentro a beneficio de los enfermos de lepra residentes en el Hospital Carrasco, frente a su tradicional rival Rosario Central.[cita requerida]
Por aquellos días, una comisión de damas de beneficencia gestionó mediante sendas notas, dirigidas a las autoridades de ambos clubes, la realización de un encuentro de fútbol a beneficio de los enfermos del Mal de Hansen, comúnmente conocido como lepra. La invitación fue aceptada de inmediato por los de Newell's Old Boys, quienes recibieron el apodo de «leprosos», mientras que sus adversarios no aceptaron la invitación, y recibieron el calificativo de «canallas».
Con el correr del tiempo el apodo fue tomando gran magnitud, al punto de transformarse en un emblema identificatorio para todos los hinchas de Newell's Old Boys.

## Liga Rosarina de Fútbol (1905-1930)
El 30 de marzo de 1905 se crea la Liga Rosarina de Fútbol. La misma surge de una propuesta del Presidente rojinegro Víctor Heitz, quien convocó a los representantes de Atlético del Rosario, Newell's Old Boys, Rosario Central y Atlético Argentino para sentar las bases de la nueva institución.
La iniciativa se gestó debido a que en sus comienzos el Club Atlético Newell's Old Boys fue un apéndice del Colegio Comercial Anglicano Argentino, ya que los egresados que habían terminado sus estudios secundarios no querían abandonar su actividad deportiva: el fútbol. Pero con el correr del tiempo despertó en ellos el interés de enfrentar a otras instituciones de la ciudad, y en consecuencia independizar a la institución deportiva del establecimiento educativo.

### Copa Santiago Pinasco (1905)

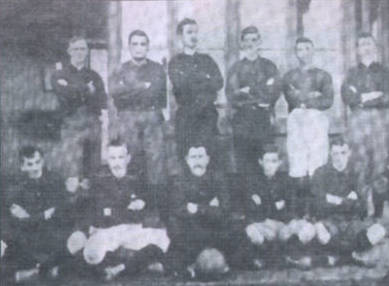
Primer equipo de Newell's Old Boys, año 1905.

La Liga Rosarina tenía como principal objetivo la organización de un torneo, y para esto se consiguió una copa para equipos de Segundo nivel donada por el Intendente de Rosario, Santiago Pinasco. Luego, en su honor, la competición se denominó Copa Santiago Pinasco.Esta copa fue entre los años 1905 y 1906 detrás de la Copa Competencia de AFA el segundo torneo futbolístico de mayor importancia en la ciudad, pudiendo referirse al mismo como un campeonato de Segunda División. Esto se dio porque entre el año 1900 y 1907, los clubes Atlético del Rosario y Rosario Central participaban de la Copa Competencia que organizaba la AFA contra clubes de Buenos Aires y  Uruguay, siendo esta su primera división.
El torneo comenzó el 21 de mayo de dicho año, y mostró como ganador a Newell's Old Boys dos fechas antes de su finalización. Además resultó invicto, ganando ocho encuentros y empatando solo dos, y con 39 goles a favor y solo 4 en contra.
| El equipo: Caloso, Hiriart, Barcelona, Wheeler, Fradua y Balbiani. Heitz, Moore, González, Viale y Prats. |

Previamente, el 18 de junio, se llevó a cabo el primer clásico rosarino. El árbitro fue el mismísimo Presidente de la Liga Rosarina, Ricardo Le Bas y, en aquella jornada, Newell's Old Boys se impuso por 1:0 con gol de Faustino González.
Newell's Old Boys repetiría el título al año siguiente, en 1906, coronando así su bicampeonato de segunda división y, resultando de esta forma, el único equipo en obtener la copa.
Como particularidad se destaca que la mencionada Copa Santiago Pinasco se sigue disputando al día de hoy en forma amateur, con diversos equipos de la ciudad. Algunos de ellos ya afiliados a AFA como el caso de Newell's Old Boys, la disputan con equipos alternativos.

### Copa Nicasio Vila (1907)
En el año 1907, teniendo en cuenta el incremento que había tomado el fútbol, la Liga Rosarina de Fútbol decide crear una primera división. La «Copa Santiago Pinasco» continúa siendo el trofeo de la segunda división, y se crea la «Copa Nicasio Vila», la cual sería entregada al ganador de la nueva primera división. Dicha copa sería nombrada en honor al por entonces Intendente de la ciudad, Nicasio Vila. Ese mismo año se disputa la 1ª edición de dicha copa, formando parte de esta Newell's Old Boys, y de la cual se consagraría campeón. La lepra repetiría esta coronación en 8 oportunidades más, sumando así una totalidad de 9 obtenciones repartidas entre los años 1907 y 1930.

### Copa de Honor (1911)
Simultáneamente a la conformación de la Liga Rosarina de Fútbol, los equipos de la ciudad de Buenos Aires se agruparon para dar cabida a la llamada Asociación Argentina de Fútbol. Anualmente, la Liga Rosarina y la Asociación Argentina organizaban diferentes competiciones de manera de enfrentar a sus equipos. Una de ellas fue la Copa de Honor, disputada a partir de 1905 por un mix de equipos de ambas ciudades.
En el año 1911 Newell's Old Boys se consagró campeón de la misma, derrotando en la final al Club Porteño por 3-2 en condición de visitante. Se convirtió de esta forma en el segundo club del interior de Argentina (luego de Rosario Athletic) en consagrarse ganador de una competición de carácter nacional. Cabe destacar que en el año 1909, Newell's Old Boys había logrado alcanzar la instancia final de la misma, pero había sido derrotado por Alumni Athletic Club.

### Copa Dr. Carlos Ibarguren (1921)
En 1913 comienza a disputarse la Copa Dr. Carlos Ibarguren, la cual contraponía a los campeones de las mencionadas ligas de Rosario y Buenos Aires. En 1921, Newell's Old Boys se alzaría con la misma, venciendo por 3-0 al Club Atlético Huracán, en condición de visitante.
| El equipo: Nuin, Adolfo Celli, Bourguignon, Grenón, Salcedo y Chabrolín. H. Libonatti, J. Libonatti, Atilio Badalini, Celli y Saruppo. |

## Asociación Rosarina de Fútbol (1931-presente)
En el año 1931 el fútbol argentino sufre una gran transformación. Los futbolistas pasan del amateurismo al profesionalismo, y de esta manera comienzan a cobrar sueldos por su trabajo como futbolistas. Así, en Rosario se crea la nueva Asociación Rosarina de Fútbol, y comienzan a disputarse los primeros campeonatos profesionales de Argentina.

### Newell's 4 - Real Madrid 0 (1927)
En el marco de la gira por Sudamérica del Real Madrid, el 17 de julio de aquel año Newell's pudo darse el enorme gusto de ganarle por 4-0, siendo así hasta el día de hoy uno de los pocos clubes sudamericanos que lograron vencer al Real Madrid. Los madrileños formaron ese día con: Vidal; Quesada, Urquizu, Pepín, Esparza, JM Peña, 
Moraleda, Triana, Travieso, Gurruchari, Del Campo. Este fue el triunfo más importante del club contra un rival europeo, a excepción quizás del partido de la gira por Europa de 1949 en donde venció a la mismísima Selección de España por 4-1. Otros partidos destacados de Newell's contra importantes equipos europeos fueron las victorias contra Partizán de Belgrado en 1954 (4-0) y contra Malmö de Suecia en 1955 (4-1). También se podría mencionar la final del Mini Mundial de 1988 (2-1 vs. Manchester United), pero este torneo era principalmente de juveniles, reforzado por algunos jugadores mayores (plantillas sub-20 completadas con jugadores de primera).

### Torneo Gobernador Molinas (1931)
El campeonato rosarino de primera división recibiría el nombre de Torneo Gobernador Luciano Molinas, en honor al por entonces Gobernador de la provincia de Santa Fe, Luciano Molinas, y reemplazaría a la Copa Nicasio Vila. Simultáneamente, la Copa Santiago Pinasco continuaría siendo el campeonato de segunda división.
Ese mismo año, el 22 de noviembre, Newell's Old Boys se consagraría campeón de la primera edición del Torneo Gobernador Luciano Molinas. La lepra repetiría el título en 3 oportunidades más, totalizando así 4 obtenciones de este torneo entre los años 1931 y 1938, siendo el equipo que en más oportunidades obtuvo el mismo mientras su primer equipo se desempeñó en los campeonatos de la Asociación Rosarina de Fútbol.

## Asociación del Fútbol Argentino (1939-presente)
En 1939 Newell's Old Boys solicita su incorporación a los torneos nacionales de la Asociación del Fútbol Argentino. La AFA decide otorgarle el permiso, mediante el cual lograría formar parte de sus campeonatos a partir de ese año (también se incorporaría su clásico rival, Rosario Central).
Cabe destacar que simultáneamente a los torneos nacionales de AFA, Newell's Old Boys continua disputando los torneos locales pertenecientes a la Asociación Rosarina con equipos alternativos, como se mencionó anteriormente. Esto se debe a que, en reconocimiento a sus méritos deportivos y a su importancia a nivel nacional, su primer equipo disputa los campeonatos de AFA y a raíz de esto en la Asociación Rosarina (su liga de origen) presenta un equipo alternativo conformado por futbolistas amateur.

### Primera División Argentina (1939)

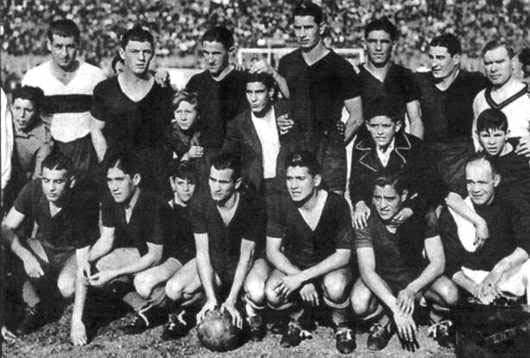
Primer equipo de Newell's Old Boys en AFA, año 1939.

El 19 de marzo de 1939, Newell's Old Boys disputa su primer encuentro en forma oficial, por la Primera División de la Argentina. El mismo lo vería haciendo las veces de local en el Parque Independencia, y enfrentando al Club Atlético San Lorenzo. Aquella jornada la lepra se alzaría con el triunfo, con un marcador de 2-1, con goles de Eduardo Gómez y Alberto Belén.
| El equipo: Heredia; Gilli y Soneyro; Sisniega, Perucca y Reynoso; Belén, Fabrini, Gómez, Franco y Sánchez. |

Ese año Newell's Old Boys finaliza el torneo en la cuarta posición con 43 puntos, 77 goles a favor y 44 en contra, siendo el equipo mejor ubicado del interior de la Argentina.
Newell's Old Boys descendió en una sola oportunidad de categoría: fue al finalizar la temporada de 1960. Lo destacado de dicho suceso fue que en 1961 Newell's Old Boys obtiene el ascenso al ganar el torneo de la Primera «B» Nacional, pero no le permiten subir a primera división debido a una acusación de incentivación. No conforme, la dirigencia rojinegra inicia una investigación judicial que deriva en un juicio público, que el club gana abiertamente, y asciende a fines de 1963.
Llegada la década de los 70, Newell's Old Boys comenzaría a engrosar su palmarés de torneos nacionales de AFA. De allí en más se consagraría campeón de la Primera División de la Argentina en 6 oportunidades: Torneo Metropolitano 1974, Campeonato de Primera División 1987-1988, Torneo Integración 1990/1991, Torneo Clausura 1992 , Torneo Apertura 2004 y Torneo Final 2013.
En adición, para poder disputar la final del Torneo Integración 1990-1991, obtuvo el Torneo Apertura 1990. El mismo, si bien no es reconocido por la AFA como un título oficial, es considerado por los hinchas de Newell's Old Boys como un campeonato más, dándole igual trascendencia que a las restantes obtenciones.
A lo largo de sus más de 100 años de vida, Newell's Old Boys también ha sido parte de un gran número de competiciones internacionales. Su primera participación se remonta al año 1911, cuando disputó la Copa de Honor Cousenier enfrentando al ya desaparecido Club Uruguay. La de mayor trascendencia es la Copa Libertadores de América, máxima competición continental, de la cual fue parte en 8 oportunidades: 1975, 1988, 1992, 1993, 2006, 2010, 2013 y 2014. Las más sobresalientes fueron las de los años 1988 y 1992, en las cuales alcanzó la instancia final. También fue destacada la participación del año 2013 en la que perdió en semifinales.
En seis de las ocho oportunidades obtuvo el derecho a participar de las mismas luego de consagrarse campeón de la Primera División Argentina de AFA. También estuvo presente en la Copa Sudamericana disputada en 2005 y luego en la de 2010. Cabe destacar que Newell's Old Boys es el único equipo del interior de la Argentina que ha logrado alcanzar la instancia final en la Copa Libertadores.
Sumado a los torneos oficiales nacionales e internacionales mencionados, Newell's Old Boys ha sido parte de una gran cantidad de torneos de carácter amistoso, como ser la Copa de Oro en 1943 y el Mini Mundial en 1988. En todos los casos, su trascendencia ha variado según la cantidad de encuentros disputados y la jerarquía de sus rivales.

#### Copa de Oro (1943)

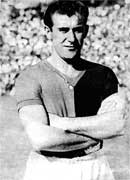
René Pontoni.

En el año 1943 Newell's Old Boys obtiene la Copa de Oro Torneo Internacional Rosario.
El mismo, heptagonal de carácter amistoso, fue disputado mediante el sistema de «todos contra todos» frente a Nacional y Peñarol de Uruguay, Boca Juniors, San Lorenzo, Racing Club e Independiente.
Newell's Old Boys se consagraba luego de que la noche anterior Independiente derrotara por 2-1 a Boca Juniors, único equipo que podía alcanzarlo y forzar un desempate. El 28 de febrero el rojinegro le ganaba de visitante a San Lorenzo por igual marcador y se consagraba campeón, luego de ganar cinco encuentros, empatar uno y perder uno. Varios de esos encuentros los había disputado con suplentes, ya que la formación titular se encontraba de gira.
| El equipo: Honores, Gilli, Sobrero, Carlucci y Perucca. Reynoso, Cámer, Cantelli, Pontoni, Morosano y Ferreyra. |

#### Copa Adrián C. Escobar (1949)
Paralelamente a los habituales torneos nacionales, que comenzaran en 1939 y continúan hasta el día de hoy, la AFA ha organizado diferentes competiciones a lo largo de su historia. Una de ellas es la Copa Adrián C. Escobar, instaurada entre los años 1939 y 1949, y disputada en forma de heptagonal por los siete primeros equipos en la tabla de posiciones del torneo nacional.
En el año 1949 Newell's Old Boys se consagró campeón de la misma, derrotando en la final a Racing Club de Avellaneda por 4-2 por cómputo de tiros de esquina (luego de empatar 2-2 en el tiempo regular).
Se convirtió de esta forma en el segundo club del interior de Argentina en consagrarse ganador de una competición de AFA, desde el comienzo del profesionalismo.

#### Gira Europea (1949-1950)
Entre los años 1949 y 1950, Newell's Old Boys emprende un desafío novedoso para la historia del fútbol de Rosario: embarcarse en una gira que lo llevaría a disputar 14 encuentros frente a equipos del Viejo Continente.
El 25 de diciembre disputa el primero de ellos y, con un saldo más que positivo, registra los siguientes resultados:

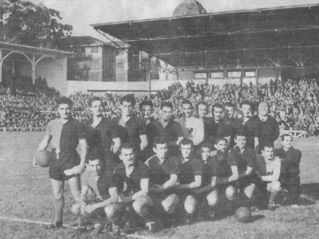
El plantel de Newell's Old Boys que realizó la Gira Europea, años 1949-1950.

| Rival               | Resultado |
| ------------------- | --------- |
| Athletic Club       | 3:1       |
| Selección Española  | 4:1       |
| Real Sociedad       | 0:2       |
| Deportivo La Coruña | 1:2       |
| Celta de Vigo       | 2:2       |
| FC Porto            | 3:3       |
| Sporting Covilhã    | 4:0       |
| Benfica             | 5:0       |
| FC Saarbrücken      | 2:2       |
| Sankt Pauli         | 4:1       |
| Hannover            | 4:0       |
| Hertha de Berlín    | 3:2       |
| Rot-Weiss Essen     | 2:0       |
| Amberes             | 3:2       |

| EG | EE | EP | GF | GC |
| -- | -- | -- | -- | -- |
| 9  | 3  | 2  | 40 | 18 |

| El plantel: Musimessi, Chamorro, Oscar S Cabrera, Colman, Miotti, Martínez, Peloso, Ubaldo Faina, Lombardo, Puisegur, Romo, Contini, Mardizza, Benavídez, Montalbetti, Montaño, Capella y Ortiguela. |

#### Campeón de Primera "B" 1961

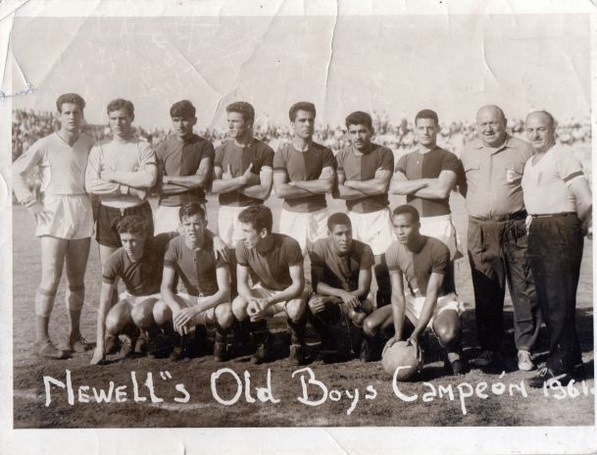
Un equipo con destacados brasileños.

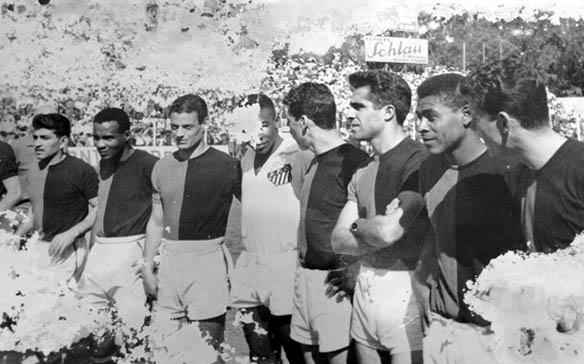
Roberto Bellangero junto a Pelé, a quien había conocido en el campeonato Paulista clásico y con quien participaron juntos en el equipo nacional.

Tras varias campañas para el olvido, Newell’s sufre en 1960 el único descenso de categoría en toda su historia. En 1961 con los brasileños Diogo, Conceicao, Zucca, el elegante "Professor" Roberto Bellangero como atracción, y conducidos por José Curti y Adolfo Celli en el tramo final el equipo se consagra campeón del torneo de ascenso. Sin embargo, a partir de una denuncia de incentivación jamás comprobada,[cita requerida] el Tribunal de Penas de AFA decreta arbitrariamente[cita requerida] el descuento de 10 puntos, privando al club del ascenso. Finalmente, en 1964 el tenaz reclamo de la dirigencia encabezada por el presidente Julio Palacios Cabanellas encuentra respuesta en Buenos Aires y Newell’s es reincorporado a la Primera División.
Como hecho significativo de la década, se recuerda en 1961 la visita del Santos de Pelé que en un amistoso que finalizó empatado. Los goles fueron marcados por el propio Pelé para el Santos y por Diogo para Newell’s.Entre los jugadores que se destacaron vistiendo la casaca rojinegra en los años ’50 y ’60 se recuerda a Daniel Musante, Jorge Bernardo Griffa, Federico Sacchi, Raúl “La Bruja” Belén, José “Piojo” Yudica, Jorge Solari, Roberto Bellangero y Heraldo Bezerra. La delantera del equipo de 1961 era Eduardo, Solari, Diogo, Zucca y Conceicao.

#### Torneo Metropolitano (1974)
En el año 1974 Newell's Old Boys se coronó campeón de su primer torneo de la era profesional de liga nacional de AFA: el Torneo Metropolitano 1974. El mismo es recordado por los hinchas rojinegros no solo por el título conseguido sino también por lograr la consagración en el estadio de su clásico rival: Rosario Central.
Con el transcurrir de los encuentros, el conjunto fue edificando su fisonomía futbolística que continuó con un progresivo desarrollo, el cual se vio demostrado con el incremento de los marcadores favorables a lo largo del torneo. El equipo fue apoyado en una columna vertebral integrada por el arquero Carrasco, Rebottaro, Berta, Zanabria y el poder goleador de Santamaría.
Ganó su zona y quedó clasificado para el cuadrangular final que decidiría quien se quedaría con el torneo. Los cuatro equipos eran Newell's Old Boys, Boca Juniors, Huracán y el ya mencionado Central.
La consagración se produjo el 2 de junio de ese año, consiguiendo un empate en 2 tantos contra su clásico rival en condición de visitante, luego de remontar un resultado de 2-0 en contra con un recordado zurdazo de Mario Zanabria conmemorado hasta el día de hoy por los hinchas leprosos  y obteniendo así su primer título nacional de liga de la AFA.
- Descarga del gol relatado por José María Muñoz (wav)

| Alineación: - Alberto Carrasco - Andrés Rebottaro - José Luis Pavoni - Armando Capurro - Pastor Barreiro - Carlos Picerni - José Berta - Mario Zanabria - Santiago Santamaría - Alfredo Obberti - Juan Ramón Rocha - DT: Juan Carlos Montes |  | Carrasco Barreiro Pavoni Capurro Rebbotaro Picerni Zanabria Santamaría Berta Obberti Rocha |
| Carrasco Barreiro Pavoni Capurro Rebbotaro Picerni Zanabria Santamaría Berta Obberti Rocha |  |                                                                                            |

| EG | EE | EP | GF | GC |
| -- | -- | -- | -- | -- |
| 12 | 5  | 4  | 38 | 31 |

| Presencia máxima               | Goleador máximo            |
| ------------------------------ | -------------------------- |
| Mario Zanabria - 21 encuentros | Alfredo Obberti - 11 goles |

#### Preolímpico (1976)
A fines de 1976 la Reserva de Newell's Old Boys había ganado el campeonato bajo la dirección técnica de Eduardo Bermúdez. El entonces entrenador de la Selección Argentina, César Luis Menotti, no tenía tiempo de armar un equipo para el Preolímpico 1976 en Recife, Brasil. Entonces se comunicó con Jorge Griffa, coordinador de las divisiones inferiores rojinegras, y le hizo un pedido tan urgente como inusual: «Jorge, necesito que la reserva de Newell's Old Boys nos represente en el Preolímpico».
El entrenador sería el propio Griffa, quien aceptó la propuesta de Menotti. El equipo viajó con tan solo 10 días para preparase. Entre los presentes se encontraban futbolistas como Marcelo Bielsa (elegido como integrante del equipo ideal del torneo), Roque Alfaro y Ricardo Giusti. Griffa quería también llevar a Américo Gallego, pero el entrenador de Primera no lo autorizó a viajar ya que jugaba en la Selección de Menotti. Inclusive, un año antes había participado (junto a Jorge Valdano) de un combinado juvenil que obtuvo el Torneo Esperanzas de Toulón.
La Selección obtuvo la medalla de bronce, al lograr el tercer puesto de dicho torneo. Simultáneamente, Newell's Old Boys se convirtió en el único club de Argentina que tuvo el privilegio de representar a una Selección de fútbol de Argentina en forma absoluta.

#### Campeonato de Primera División (1987-1988)
Para enfrentar el Campeonato de Primera División 1987-1988 la dirigencia del club trajo como entrenador a José Yudica, y se reincorporaron tres futbolistas surgidos de las divisiones inferiores leprosas: Roque Alfaro, Víctor Ramos y Sergio Almirón. Con ellos quedó conformado un plantel integrado únicamente por futbolistas y cuerpo técnico surgidos de su cantera.
El equipo logró consagrarse campeón contando sólo con futbolistas provenientes exclusivamente del propio club, hecho único en el fútbol argentino, y pocas veces acontecido en el fútbol mundial.
Así llegó el 21 de mayo de 1988: Independiente visitaba a Newell's Old Boys para enfrentarlo en el Coloso del Parque y San Lorenzo, su único escolta a tres puntos de distancia, se enfrentaba a River Plate.
A los siete minutos del encuentro River Plate derrotaba por 1-0 a San Lorenzo, por lo cual todo dependía de Newell's Old Boys. Esa tarde Independiente hizo tan solo un gol y se retiró con seis en contra, y para afirmar aún más el campeonato, River Plate le ganaba 4-2 a San Lorenzo, que perdía todas sus chances.
Newell's Old Boys era así campeón nacional de AFA por segunda vez en su historia, faltando dos fechas para la culminación del torneo.
| Alineación: - Norberto Scoponi - Fabián Basualdo - Jorge Theiler - Jorge Pautasso - Roberto Sensini - Juan Manuel Llop - Gerardo Martino - Juan José Rossi - Roque Alfaro - Víctor Ramos - Sergio Almirón - DT: José Yudica |  | Scoponi Sensini Pautasso Basualdo Theiler Rossi Alfaro Almirón Llop Ramos Martino |
| Scoponi Sensini Pautasso Basualdo Theiler Rossi Alfaro Almirón Llop Ramos Martino |  |                                                                                   |

| EG | EE | EP | GF | GC |
| -- | -- | -- | -- | -- |
| 21 | 13 | 4  | 68 | 22 |

| Presencia máxima                 | Goleador máximo         |
| -------------------------------- | ----------------------- |
| Norberto Scoponi - 38 encuentros | Roque Alfaro - 13 goles |

#### Copa Libertadores (1988)
La clasificación a la Copa Libertadores 1988 concitaba consigo mismo el sueño de ser parte del círculo mayor a nivel de clubes en el continente americano. El equipo del recordado «Piojo» Yudica comenzó a transitarla el 6 de julio de 1988 frente a San Lorenzo y finalizó disputando la final el 26 de octubre de 1988 en Montevideo, frente a Nacional.
En su transcurso, Newell's Old Boys se caracterizó tanto por su juego colectivo como por sus individualidades, entre ellas las de tres futbolistas históricos: el «Tata» Martino, el «Gringo» Scoponi y el «Chocho» Llop, primer, segundo y tercer futbolista con mayor cantidad de encuentros disputados en el club respectivamente. Además, en el ataque comenzaba a asomar Gabriel Batistuta.
La copa dejó como hecho destacable el invicto obtenido en condición de local (5 ganados, 2 empatados).
En un hecho inédito tanto para el fútbol rosarino como para el fútbol del interior de la Argentina, Newell's Old Boys llegó a disputar la final de la máxima competición continental. Logró superar a Nacional en el encuentro final de ida por 1-0, pero cayó derrotado en el encuentro de vuelta por 3-0. Pese a esto, lo realizado por el equipo de José Yudica quedará en la memoria de sus hinchas porque Newell's Old Boys logró formar parte de la historia de las finales por torneos internacionales del continente.
| Alineación: - Norberto Scoponi - Fabián Basualdo - Jorge Theiler - Jorge Pautasso - Roberto Sensini - Juan Manuel Llop - Gerardo Martino - Juan José Rossi - Roque Alfaro - Víctor Ramos - Sergio Almirón - DT: José Yudica |  | Scoponi Pautasso Sensini Basualdo Theiler Rossi Alfaro Almirón Llop Ramos Martino |
| Scoponi Pautasso Sensini Basualdo Theiler Rossi Alfaro Almirón Llop Ramos Martino |  |                                                                                   |

| EG | EE | EP | GF | GC |
| -- | -- | -- | -- | -- |
| 7  | 5  | 3  | 13 | 9  |

| Presencia máxima                | Goleador máximo           |
| ------------------------------- | ------------------------- |
| Gerardo Martino - 15 encuentros | Juan José Rossi - 3 goles |

#### Mini Mundial (1988)
En el año 1988 Newell's Old Boys se consagró campeón de un hexagonal internacional amistoso de categorías juveniles llamado Mini Mundial. El mismo contó con la participación de River Plate, Milan, Juventus, Real Madrid y Manchester United.

#### Campeonato de Primera División (1990-91)
Con la promoción a la primera del entrenador Marcelo Bielsa, y la incorporación del centrodelantero Ariel Boldrini, la dirigencia de Newell's Old Boys intentó conformar un equipo competitivo para enfrentar el Torneo Apertura 1990. Lo disputó palmo a palmo con el River Plate del ascendente Daniel Passarella y se lo llevó en la última fecha en el encuentro ante San Lorenzo, en el estadio de Ferro Carril Oeste.
El equipo se caracterizó por su estado físico, lo cual se vio reflejado en la presión ejercida a sus rivales, un sello propio del estilo de conducción de Bielsa.
Luego de unas primeras fechas sin grandes resultados, llegó el clásico en la octava fecha, en condición de visitante. Los rivales venían primeros e invictos. Fue entonces que el equipo, anulando a los creadores locales, le robó la pelota y lo atacó en forma constante, obteniendo un marcador favorable de 4-3. Este resultado contribuyó en forma positiva para enfrentar los restantes encuentros del campeonato.
Así, aquel torneo mostró en la última fecha a Newell's Old Boys y River Plate como los equipos con posibilidades de alcanzar el título. La lepra jugaba contra San Lorenzo en el estadio de Ferro, y River Plate enfrentaba en su estadio a Vélez Sarsfield. A los 18 minutos del primer tiempo Ruffini ponía el 1-0 a favor de Newell's Old Boys con un tiro libre.
El encuentro en Ferro había terminado 1-1 y restaba nada más saber el resultado de River Plate, que cuando el encuentro se moría sufrió el segundo gol de Vélez Sarsfield que desató el festejo del equipo rojinegro, que daba la vuelta olímpica una vez más en el fútbol argentino.Cabe destacar que este torneo no se contabiliza como un título más, contado de forma errónea por los hinchas de Newell's, sino que el mismo era la primera etapa del Torneo Integración 1990/91, en el cual los ganadores de los torneos apertura y clausura, disputarían dos finales que definiría al campeón.
| Alineación: - Norberto Scoponi - Julio Saldaña - Fernando Gamboa - Mauricio Pochettino - Eduardo Berizzo - Juan Manuel Llop - Gerardo Martino - Darío Franco - Julio Alberto Zamora - Ariel Boldrini - Christian Ruffini - DT: Marcelo Bielsa |  | Scoponi Berizzo Pochettino Saldaña Gamboa Franco Zamora Ruffini Llop Boldrini Martino |
| Scoponi Berizzo Pochettino Saldaña Gamboa Franco Zamora Ruffini Llop Boldrini Martino |  |                                                                                       |

| EG | EE | EP | GF | GC |
| -- | -- | -- | -- | -- |
| 11 | 6  | 2  | 30 | 13 |

| Presencia máxima                | Goleador máximo            |
| ------------------------------- | -------------------------- |
| Gerardo Martino - 19 encuentros | Cristian Ruffini - 7 goles |

Así, Newell's Old Boys, ganador del Torneo Apertura 1990, debía enfrentar a Boca Juniors, campeón del Torneo Clausura 1991, para definir quién se consagraría campeón del Torneo Integración 1990-1991. Se jugarían dos encuentros, el primero en Rosario el 6 de julio y la revancha se jugaría tres días más tarde, el 9 de julio, en Buenos Aires.
En la ida en Rosario, el 6 de julio, Newell's Old Boys salió a la cancha con el objetivo de obtener un resultado favorable en condición de local. Al minuto del segundo tiempo hubo una falta en el costado derecho del área mayor que Martino se encargó de ejecutar, Berizzo se anticipó a la defensa y de cabeza puso el 1-0.
En el encuentro de vuelta, el 9 de julio y, faltando 9 minutos para el final, Reinoso aprovechó un error de Llop y le dio a Boca Juniors el gol que necesitaba para alcanzar a Newell's Old Boys. La paridad obligó a jugar un suplementario de 30 minutos. Al finalizar el mismo el resultado no se modificó por lo que se debió resolver el título, desde el punto penal.
La serie comenzaría con Graciani de Boca Juniors con un remate a la derecha de Scoponi, quien lo atajaría y produciría la primera alegría de los hinchas rojinegros. Y culminaría con el disparo de Walter Pico, que se estrellaría en el travesaño.
De esta forma se consagraba Newell's Old Boys, que obtenía un nuevo título (el tercero de la era profesional de AFA en su historia), y coronaba su triunfo festejando en la Bombonera.
| Alineación: - Norberto Scoponi - Miguel Fullana - Cristian Garfagnoli - Mauricio Pochettino - Eduardo Berizzo - Juan Manuel Llop - Gerardo Martino - Julio Saldaña - Julio Alberto Zamora - Cristian Domizzi - Ariel Cozzoni - DT: Marcelo Bielsa |  | Scoponi Berizzo Pochettino Fullana Garfagnoli Saldaña Domizzi Zamora Llop Cozzoni Martino |
| Scoponi Berizzo Pochettino Fullana Garfagnoli Saldaña Domizzi Zamora Llop Cozzoni Martino |  |                                                                                           |

| 6 de julio de 1991 | Newell's Old Boys | 1-0' | Boca Juniors |                                                                |                                                                |
|                    | Berizzo 47'       |      |              | Asistencia: 40.000 espectadores Árbitro(s): Juan Carlos Crespi | Asistencia: 40.000 espectadores Árbitro(s): Juan Carlos Crespi |

| 9 de julio de 1991 | Boca Juniors | 1:0' | Newell's Old Boys |                                                                |                                                                |
|                    | Reinoso 81'  |      |                   | Asistencia: 48.000 espectadores Árbitro(s): Francisco Lamolina | Asistencia: 48.000 espectadores Árbitro(s): Francisco Lamolina |

| Definición por penales |  |     |  |         |
| Graciani               |  | 0:1 |  | Berizzo |
| Giunta                 |  | 1:2 |  | Llop    |
| Rodríguez              |  | 1:3 |  | Zamora  |
| Pico                   |  | 1:3 |  |         |
|                        |  |     |  |         |

#### Copa Libertadores (1992)
Febrero de 1992: por segunda vez en 4 años el equipo del  Parque Independencia concretaba la ilusión de disputar la máxima competición del continente: La Copa Libertadores 1992. De la mano del «Loco» Bielsa, Newell's Old Boys comenzaba su camino el 26 de febrero frente a San Lorenzo, el cual finalizaría el 17 de junio frente al São Paulo.
Con goleadas como el 4-0 a San Lorenzo en cuartos de final, el equipo rojinegro desplegó un juego ofensivo propio de su entrenador, basado en sus máximos pilares individuales: Scoponi en el arco, Berizzo y Llop en la defensa, Martino y Domizzi en el medio y Mendoza y Zamora en el ataque.
Como hecho destacable se vislumbró la campaña positiva tanto de local como de visitante, en las cuales no solo resultó mayor la cantidad de encuentros ganados que de perdidos, sino que se obtuvo una diferencia de gol positiva en ambas.
Una final más, la segunda en 4 años, plasmaba un Newell's Old Boys que se acercó a los puntos más altos del fútbol continental, y conquistó el reconocimiento a nivel internacional.
| Alineación: - Norberto Scoponi - Julio Saldaña - Fernando Gamboa - Mauricio Pochettino - Eduardo Berizzo - Juan Manuel Llop - Gerardo Martino - Alfredo Berti - Cristian Domizzi - Ricardo Lunari - Alfredo Mendoza - DT: Marcelo Bielsa |  | Scoponi Berizzo Pochettino Saldaña Gamboa Berti Domizzi Lunari Llop Mendoza Martino |
| Scoponi Berizzo Pochettino Saldaña Gamboa Berti Domizzi Lunari Llop Mendoza Martino |  |                                                                                     |

| EG | EE | EP | GF | GC |
| -- | -- | -- | -- | -- |
| 7  | 7  | 2  | 21 | 15 |

| Presencia máxima                 | Goleador máximo           |
| -------------------------------- | ------------------------- |
| Cristian Domizzi - 16 encuentros | Alfredo Mendoza - 5 goles |

#### Torneo Clausura (1992)
El Torneo Clausura 1992 destacó la consolidación de un estilo: el de Bielsa. Por encima de las aptitudes técnicas de sus componentes, concretó el desdoblamiento defensivo-ofensivo: los once atacaban; y cuando perdían la pelota los once defendían. Pasar de defensa a ataque y de ataque a defensa en sólo cuestión de segundos era una mecánica funcional clave en aquel Newell's Old Boys campeón.
Newell's Old Boys con Saldaña y Berizzo se paraba ahora con tres en el fondo. Berti aportaba su parte en el mediocampo y Domizzi y Mendoza eran los encargados de convertir los goles.
El equipo de Bielsa inició el torneo ganando 5 de los primeros 6 encuentros, incluido el clásico, con un gol del «Pájaro» Domizzi que dio inicio al festejo conocido como el «Día del Padre».
Con Alfredo Mendoza como goleador, y Cristian Domizzi como máximo referente, la vuelta olímpica en Vicente López enfrentando al Club Atlético Platense coronó el cierre del año, sumando así un nuevo campeonato en el fútbol argentino.
| Alineación: - Norberto Scoponi - Miguel Fullana - Fernando Gamboa - Mauricio Pochettino - Eduardo Berizzo - Juan Manuel Llop - Gerardo Martino - Alfredo Berti - Cristian Domizzi - Ricardo Lunari - Alfredo Mendoza - DT: Marcelo Bielsa |  | Scoponi Berizzo Pochettino Fullana Gamboa Berti Domizzi Lunari Llop Mendoza Martino |
| Scoponi Berizzo Pochettino Fullana Gamboa Berti Domizzi Lunari Llop Mendoza Martino |  |                                                                                     |

| EG | EE | EP | GF | GC |
| -- | -- | -- | -- | -- |
| 11 | 7  | 1  | 27 | 8  |

| Presencia máxima                 | Goleador máximo           |
| -------------------------------- | ------------------------- |
| Cristian Domizzi - 17 encuentros | Alfredo Mendoza - 9 goles |

#### Diego Armando Maradona (1993)

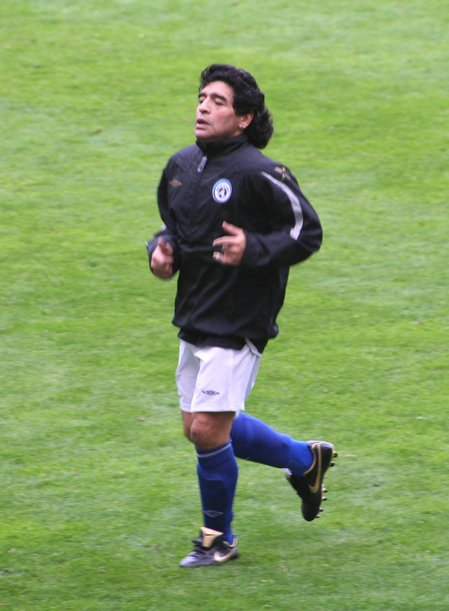
Diego Armando Maradona en 2006.

El 7 de octubre de 1993 es recordado por los hinchas de Newell's Old Boys por ser el día que Diego Armando Maradona, considerado por muchos como el mejor futbolista de toda la historia, vistió por primera vez los colores rojo y negro.
Todo comenzó un mes antes a manos de Ricardo Giusti, exfutbolista del club, que se desempeñaba como representante de futbolistas. Giusti acercó la propuesta al entonces Presidente de Newell's Old Boys, Walter Cattáneo, con el objetivo de impulsar el presente del club. El 13 de septiembre de 1993 en una conferencia de prensa ante periodistas de todo el mundo, Maradona, su representante Marcos Franchi y la dirigencia sellarían su llegada a Newell's Old Boys.
Días después, el 7 de octubre, Maradona volvería al fútbol argentino después de 11 años y haría su presentación con la camiseta de Newell's Old Boys en un encuentro amistoso frente a Emelec, campeón de Ecuador, convirtiendo un gol para darle el triunfo por 1-0 a los rosarinos. Tres días después volvía a jugar oficialmente para un club argentino, en el estadio de Independiente. Luego llegarían los encuentros contra Belgrano, Gimnasia, Boca y Huracán.
Disputó su último encuentro para Newell's Old Boys en un amistoso contra Vasco Da Gama en Rosario y salió después de 72 minutos ovacionado por ambas hinchadas.
En septiembre de 2013 se cumplieron 20 años desde que Diego Maradona firmó en Newell's. Desde el sitio oficial del club, mediante una entrevista, el campeón del mundo, anuncia: 
"Yo soy Diego Armando Maradona, DNI 14.276.579, fui, soy y seré leproso, sin ninguna duda. Porque aprendí a amarlo, estando muy poco en Rosario, pero desde donde me toque, desde donde esté, voy a siempre mirar el resultado de Newell's. Porque me encanta, me encanta por los muchachos y por el 75% de la ciudad de Rosario. Le mando un beso grande a los leprosos, decirles que los quiero mucho, decirles que los extraño, y que volveré, volveré, porque a mí, cualquiera no me quiebra. Yo me llamo Diego Armando Maradona y soy de Newell's". 

#### El Coloso del Parque (1996-1997)
En el año 1996 daría comienzo la transformación total del estadio de Newell's Old Boys, el Estadio El Coloso del Parque. Estas reformas incluyeron un sistema de riego por aspersión, la actualización de las luminarias, la incorporación de 4 torres de alumbrado, la ampliación del campo de juego a su actual 105 m x 70 m y la incorporación de sistemas de seguridad y vigilancia.
Luego de muchas horas de trabajo, la noche del 20 de marzo de 1997 se inauguraron las plateas alta y baja del extremo este (comúnmente llamadas plateas alta y baja del «Museo»), y la popular baja del extremo sur (comúnmente llamada popular baja del «Hipódromo»).
Meses más tarde llegaría el tiempo de una nueva inauguración: esta vez sería el turno de la popular alta del extremo sur (popular alta del «Hipódromo»), albergando finalmente una capacidad de 40.000 espectadores, lo que lo convirtió en el segundo mayor de Rosario, y el tercero mayor del interior de Argentina.
Debido a las comodidades del nuevo estadio, en conjunto con ciertas normativas internacionales vigentes (poseer 4 vestuarios), la FIFA lo designó como una de las sedes de la Copa Mundial de Fútbol Sub-20 de 2001, disputada en Argentina.

#### Centenario (2003)
El 3 de noviembre de 2003 se conmemoraron los 100 años del Club Atlético Newell's Old Boys. Para celebrar el centenario, se realizaron diversos festejos y eventos en su honor.
Los mismos comenzaron el sábado previo, 1 de noviembre, en el Monumento Nacional a la Bandera de la ciudad de Rosario. Allí, organizado por la Federación Internacional de Filiales de Newell's Old Boys, se realizó una de las fiestas en la que se entregaron medallas recordatorias a algunos de los futbolistas más destacados de su historia, y se mostraron imágenes de la historia del club. En el acto estuvieron presentes, entre otros, Gerardo Martino, Santiago Santamaría, Víctor Ramos, y hasta el por entonces canciller Rafael Bielsa, reconocido hincha rojinegro. En el cierre realizaron un recital Kapanga y Los Auténticos Decadentes, y luego se arrojaron decenas de fuegos artificiales.

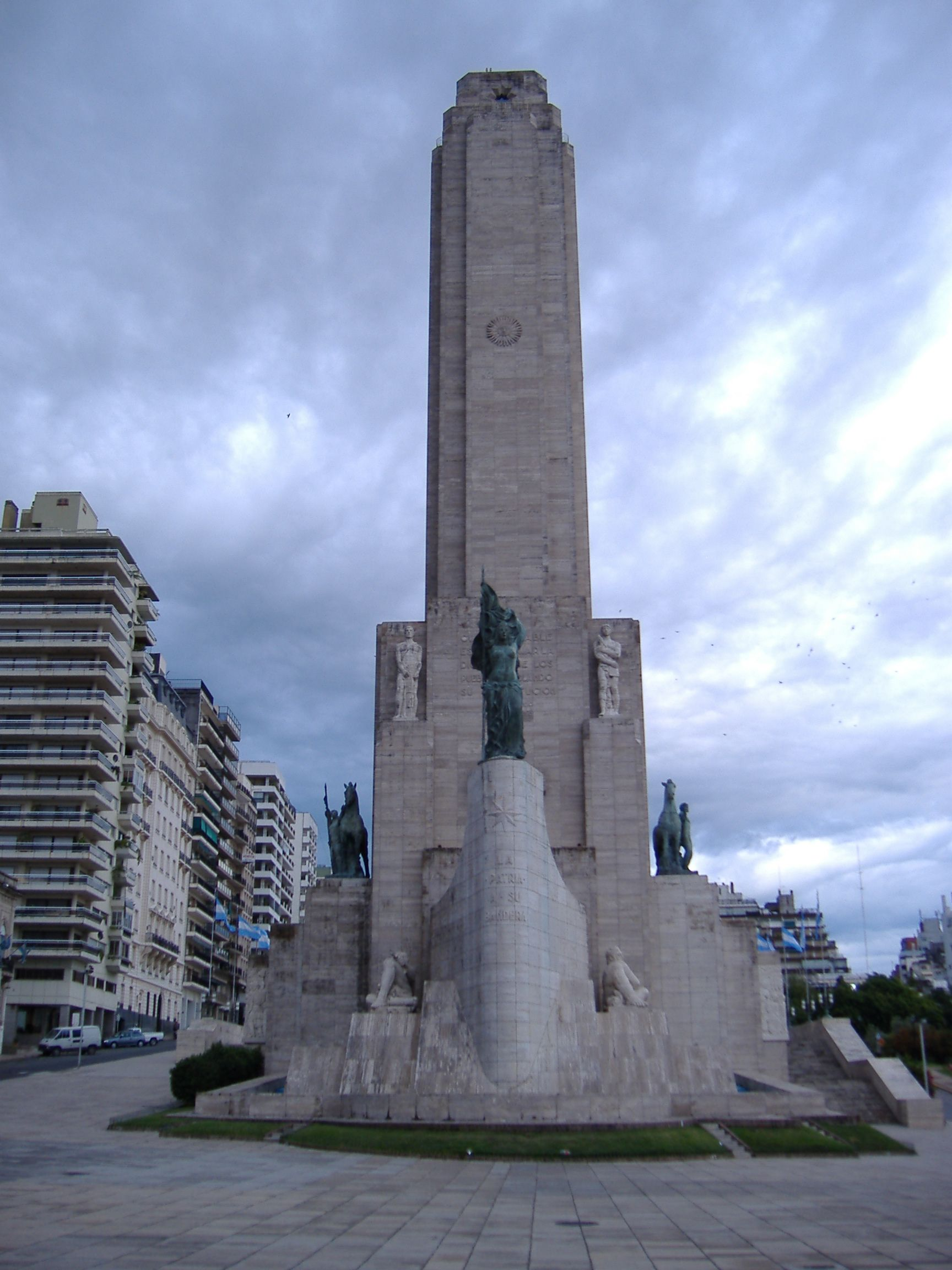
Monumento Nacional a la Bandera.

Llegado ya el lunes 3 de noviembre, los actos en honor del club comenzaron por la mañana, nuevamente en el Monumento Nacional a la Bandera, con el izamiento de la insignia patria, que contó con la presencia de las autoridades rojinegras y también de exdirectivos. 
Posteriormente se realizó la inauguración de la Avenida Centenario Newell's Old Boys. La misma abarca el tramo de calle Pueyrredón comprendido por Intendente Morcillo y Avenida Pellegrini, a escasos metros del Estadio El Coloso del Parque. El proyecto fue aprobado por el Concejo Municipal días antes de la conmemoración, y debido al mismo, se renombró el tramo mencionado colocando una placa en homenaje a la entidad deportiva.
A continuación la actividad de las autoridades del club se dirigió al panteón del Cementerio de los Disidentes, donde se encuentran los restos del recordado Isaac Newell, y donde tuvo lugar un homenaje a su familia con ofrendas florales.
Llegada la tarde se realizó una fiesta en El Coloso del Parque, la cual albergó a más de 30.000 hinchas, y contó también con la participación de grandes futbolistas de la historia del club. Entre los presentes se encontraban Roque Alfaro, Víctor Ramos, Ricardo Rocha y Santiago Santamaría, quienes disputaron junto al plantel de primera un mini encuentro de 30 minutos, el cual terminó 1-1 con goles de Damián Manso para los «viejos» y de Jairo Patiño para los «nuevos». En la camiseta de los futbolistas figuraba la leyenda «100 años alentando a esta pasión incontrolable».
La fiesta contó también con varios números musicales, entre los que se destacaron:
- Los Hermanos Amadeo, que cantaron media docena de tangos con cambios en los estribillos para conmemorar a Newell's Old Boys, y que cerraron con «Por una cabeza» con letra cambiada para recordar el gol de Cristian Domizzi a su clásico rival en 1992.
- Soledad, quien salió a cantar cinco canciones, con una vuelta olímpica previa y llevando puesta una camiseta de Newell's Old Boys.
- El «Feliz Cumpleaños», antes de la aparición de los humoristas Pachu Peña y Pablo Granados, para seguir cantando letras cambiadas en honor al club.

Finalmente, el acto se cerró con un mensaje de Diego Armando Maradona en pantalla gigante, y un show de fuegos artificiales que iluminaron El Coloso del Parque durante más de veinte minutos.

#### Torneo Apertura (2004)
Para la obtención del Torneo Apertura 2004 Newell's Old Boys contó con un entrenador, Américo Gallego, que armó un equipo con jóvenes respaldados por una columna vertebral: Villar (elegido como mejor futbolista del torneo), Maidana, Rosada, Capria, Ortega.
El «Tolo» Gallego le dio un lugar en la defensa titular a Vella, Domínguez y Ré, a la vez que promocionó a Scocco y Borghello de las divisiones inferiores. Aparecieron también Belluschi y Marino, ambos volantes carrileros. Los futbolistas tuvieron menciones positivas sobre la pretemporada, lo cual destacó su desempeño físico de muchos de ellos encuentro tras encuentro.
Fue el equipo menos goleado, pero a su vez ofensivo. Atacó siempre con 5 hombres: 2 volantes externos, el enlace y los 2 delanteros.
Ganó el clásico de visitante, empató frente a River Plate y superó a Racing Club. En el tramo decisivo del certamen logró resolver encuentros definitivos, al vencer a Boca Juniors y San Lorenzo en condición de visitante, para luego derrotar a Gimnasia y Esgrima La Plata en condición de local y obtener una diferencia de 3 puntos por sobre su inmediato seguidor, Vélez Sársfield, la cual no pudo ser descontada en la última fecha.
| Alineación: - Justo Villar - Luciano Vella - Julián Maidana - Sebastián Domínguez - Germán Ré - Ariel Rosada - Fernando Belluschi - Rubén Capria - Guillermo Marino - Ariel Ortega - Ignacio Scocco - DT: Américo Gallego |  | Villar Ré Domínguez Vella Maidana Marino Capria Ortega Rosada Scocco Belluschi |
| Villar Ré Domínguez Vella Maidana Marino Capria Ortega Rosada Scocco Belluschi |  |                                                                                |

| EG | EE | EP | GF | GC |
| -- | -- | -- | -- | -- |
| 10 | 6  | 3  | 22 | 11 |

| Presencia máxima             | Goleador máximo              |
| ---------------------------- | ---------------------------- |
| Justo Villar - 19 encuentros | Fernando Belluschi - 4 goles |

#### Encuentro n.°2500 (2007)
El 26 de mayo de 2007, Newell's Old Boys alcanzó los 2500 encuentros en la máxima categoría del fútbol argentino. El rival de turno fue Estudiantes de la Plata, y el marcador finalizó en un empate en 4 goles. 
El primer encuentro lo disputó el 9 de marzo de 1939 como local en el Parque Independencia ante San Lorenzo. Venció por 2-1, con goles de Eduardo Gómez y Alberto Belén.
Hasta ese día, en la primera utilizó 753 futbolistas. Gerardo Martino, con 505 encuentros, es el que más veces lució la camiseta de Newell's Old Boys. A su vez, Víctor Ramos con 104 goles es el máximo goleador rojinegro en la era profesional, mientras que Manuel González es el máximo goleador si se suma la era amateur con 163 goles documentados, cifra que podría ser algo mayor debido a omisiones en los registros de la época.
A lo largo de los 68 años que disputó los torneos nacionales de AFA, Newell's Old Boys enfrentó a 74 equipos. El rival que más enfrentó fue Rosario Central. En tanto, con los que menos se enfrentó fue con Don Orione de Chaco, Sportivo Desamparados de San Juan y Cipolletti de Río Negro, a los que enfrentó solo una vez.

#### Torneo Final (2013)
Después de varias campañas para el olvido Gerardo «Tata» Martino decidió dirigir a Newell's para salvarlo del descenso. El primer torneo lo posicionó en la ubicación sexta con 32 unidades. En el segundo torneo jugadores canteranos del club como Maxi Rodríguez, Gabriel Heinze e Ignacio Scocco también decidieron volver para sacar adelante esta situación, dicho torneo se posicionó segundo teniendo como protagonista principal a Ignacio Scocco goleador del mismo. Ya alejado del descenso el tercer torneo Newell's Old Boys se consagraría nuevamente campeón adjudicándose el «Torneo Final 2013» siendo la sexta obtención en torneos nacionales de liga. El estilo de juego de Newell's ha enamorado a los amantes del fútbol y lo han comparado con el Barcelona FC, para muchos el mejor equipo de todos los tiempos, por la semejanza con este en el trato de pelota e intención de juego. Este juego ha sido tan trascendental que el Barcelona FC decidió ofrecer el cargo de entrenador a Gerardo «Tata» Martino luego de dar por finalizado la posibilidad de ser campeón de América.
Tras los festejos del campeonato obtenido en el año 2013 el canal televisivo de origen estadounidense ESPN confirmó la presencia de más de 300.000 aficionados.
En dicho año la cantidad de asociados aumentó hasta llegar a la cantidad de 50.000 activos lo que provocó posicionarse entre los primeros, a nivel nacional, en dicho rubro.
| Alineación: - Nahuel Guzmán - Marcos Cáceres - Santiago Vergini - Gabriel Heinze - Milton Casco - Hernán Villalba - Pablo Pérez - Ignacio Scocco - Lucas Bernardi - Martín Tonso - Maxi Rodríguez - DT: Gerardo Martino |  | Guzmán Casco Heinze Cáceres Vergini Pérez Scocco Tonso Villalba Rodríguez Bernardi |
| Guzmán Casco Heinze Cáceres Vergini Pérez Scocco Tonso Villalba Rodríguez Bernardi |  |                                                                                    |

## La era de López (1994-2008)
Existe controversia en torno a la gestión de Eduardo López, debido entre diversas cosas a que la última elección presidencial de Newell's Old Boys había sido en el año 1994, y desde entonces no se habían vuelto a celebrar las mismas. Los argumentos han sido desde impugnación de listas opositoras a amparos judiciales.
Existen también fuentes que cuestionaron el accionar de la Comisión Directiva, sosteniendo que no hacían públicas las recaudaciones de los encuentros, y que se apoyan en grupos de barrabravas para permanecer en el poder de manera ilegítima. En el año 2006, el Diario Clarín publicó un informe donde reveló que los barrabravas del club tienen en su poder la administración del Estadio Cubierto aledaño al Estadio El Coloso del Parque, a la vez que pusieron en evidencia que los mismos son parte del manejo de pases de futbolistas de las divisiones inferiores.
En adición, López es cuestionado por haber desmantelado las actividades extra-futbolísticas del club por considerarlas deficitarias, como ser los deportes amateur (básquet, hockey, patín, judo), y las instalaciones aledañas al estadio que solían ser parte del club (parrillas, pileta de natación, canchas de tenis). Al día de hoy, dichas actividades amateur se encuentran organizadas por subcomisiones ajenas a la administración del club, y en algunos casos hasta realizan sus entrenamientos en predios ajenos al club.
En relación con el básquet, si bien su popularidad en el club distaba mucho de la del fútbol profesional, el mismo era considerado el segundo deporte en importancia, aun siendo amateur. Entre los años 1996 y 1999, Newell's Old Boys disputó el Torneo Nacional de Ascenso, 2° división de la Liga Nacional de Básquet, llegando en el año 1998 a disputar la final por el ascenso frente al Club Belgrano de San Nicolás. Al año siguiente, López vendió al plaza de Newell's Old Boys en el TNA, al considerar que el básquet del club le generaba grandes pérdidas económicas. Desde ese entonces dicha actividad se ha realizado en forma amateur, disputando apenas la 2° división en los campeonatos de la Asociación Rosarina de Básquet.
Durante el mandato de López y, bajo la modalidad de asociarse como «socio de estadio», la cantidad de socios del club ascendió de 30.000 a 55.000, pero viendo la vida social del club claramente disminuida. La modalidad de «socio de estadio» permitió que los ingresos a las tribunas populares (en las cuales se mira el encuentro de pie) tuvieran un costo semestral equivalente al de una sola entrada tradicional. Las críticas a esta modalidad de ingreso se enfocaron en que los sectores de barrabravas se verían beneficiados con el ingreso más barato y mantendrían su lealtad al actual Presidente.
En el año 2004, los padrones de socios del club fueron embargados por la Justicia debido a irregularidades presentadas en años anteriores. Los mismos constan el ingreso de 10 000 socios en un solo día de 2001 y la desaparición de 20.000 números de socios (que van entre los 180.000 y 200.000).
La sumatoria de todos estos hechos ha generado controversia y malestar entre los socios, hinchas y exfutbolistas de la institución. A partir del año 2007, los hinchas del club comenzaron a movilizarse en pos de la realización de las elecciones, mediante marchas a lo largo de la ciudad de Rosario, conllevando también problemas con los grupos de barrabravas oficialistas. Varios exfutbolistas del club han apoyado también estos movimientos, con el objetivo de encabezar las listas opositoras.
Entre los exfutbolistas de Newell's Old Boys que se oponen a López destacan dos históricos del club: Marcelo Bielsa, exentrenador de la Selección Argentina y entrenador de la Selección Chilena, y Gerardo Martino, entrenador de la Selección Paraguaya. También se suma a la lista de «personalidades famosas» el exCanciller de la Argentina, Rafael Bielsa, quien llegó a declarar que «López es el único Presidente de facto que queda en el país».
A principios de 2008, los sectores opositores a la presidencia enviaron una carta al Gobernador de la Provincia de Santa Fe, Hermes Binner, denunciando una serie de irregularidades de la gestión oficial, solicitando la intervención del club, e instando al llamado a elecciones.

## Posicionamiento

### Clasificación Mundial de Clubes
La Clasificación mundial de clubes es emitida por la Federación Internacional de Historia y Estadística de Fútbol (IFFHS). La misma se recalcula anualmente y, para su confección se tienen en cuenta todos los resultados de las ligas y copas nacionales, y competiciones internacionales de las seis confederaciones continentales asociadas a la FIFA.
Incluye dos clasificaciones, la clasificación histórica y la clasificación anual:
- La clasificación histórica lista los mejores 191 clubes de fútbol de la historia. En la misma, Newell's Old Boys se ubica en la posición 110°, siendo el séptimo equipo mejor ubicado de Argentina, y el primero del interior de Argentina.[17][69]

- En relación con la clasificación anual, en el año 1992 Newell's Old Boys alcanza su mejor ubicación: la posición 13°. Esta es la quinta mejor posición alcanzada por un equipo argentino, y la más alta alcanzada por un equipo del interior de Argentina,[17] siendo Newell's Old Boys además el único en lograr ubicarse entre los primeros 25 puestos.[70]

### Clasificación Histórica Argentina
La tabla de Clasificación histórica de la primera división de fútbol argentino comprende los puntajes obtenidos por todos los clubes del fútbol argentino que en alguna oportunidad militaron por la primera división.
La misma corresponde al período profesional iniciado en el año 1931, abarcando todos los certámenes nacionales disputados al día de hoy: Campeonatos de primera división, Torneos Metropolitano y Nacional, Torneos Apertura y Clausura. Se actualiza en la finalización de cada temporada, aproximadamente a mitad de cada año calendario.
En dicha tabla Newell's Old Boys ocupa la 8° posición siendo el equipo mejor ubicado del interior del país.
Cabe destacar que Newell's Old Boys comenzó a disputar los torneos nacionales de AFA recién en el año 1939, con lo cual su contribución a la misma es 8 años menor que la de los equipos de Buenos Aires.

### Aporte al Equipo Ideal de América
El "Equipo Ideal de América" es elegido desde 1986 por el Diario "El País", periódico de Uruguay, sobre la base de los votos remitidos por los periodistas deportivos especializados de todo el continente. Solamente los futbolistas que juegan en clubes americanos son de elección, Newell's aportó 5 jugadores en 3 ediciones diferentes: Fernando Gamboa y Julio César Saldaña en el equipo ideal de 1992, Diego Armando Maradona en el equipo ideal de 1993, y Maxi Rodríguez e Ignacio Scocco en el equipo ideal de 2013. Siendo además, el único equipo de la ciudad de Rosario en aportar jugadores a este Equipo.
| Equipo Ideal 1992 | Equipo Ideal 1992   | Equipo Ideal 1992     |
| Pos.              | Futbolista          | Equipo                |
| ----------------- | ------------------- | --------------------- |
| POR               | Sergio Goycochea    | Cerro Porteño Olimpia |
| DEF               | Cafú                | São Paulo             |
| DEF               | Fernando Gamboa     | Newell's Old Boys     |
| DEF               | Fernando Cáceres    | River Plate           |
| DEF               | Julio César Saldaña | Newell's Old Boys     |
| MED               | Júnior              | Flamengo              |
| MED               | Boiadeiro           | Cruzeiro              |
| MED               | Alberto Márcico     | Boca Juniors          |
| MED               | Raí                 | São Paulo             |
| DEL               | Alberto Acosta      | San Lorenzo           |
| DEL               | Renato Gaúcho       | Cruzeiro              |

| Equipo Ideal 1993 | Equipo Ideal 1993        | Equipo Ideal 1993 |
| Pos.              | Futbolista               | Equipo            |
| ----------------- | ------------------------ | ----------------- |
| POR               | Sergio Goycochea         | Olimpia           |
| DEF               | Cafú                     | São Paulo         |
| DEF               | Luis Carlos Perea        | Indepte. Medellín |
| DEF               | Fernando Kanapkis        | Danubio           |
| DEF               | Luis Capurro             | Emelec            |
| MED               | Carlos Valderrama        | Junior            |
| MED               | Leonel Álvarez           | América de Cali   |
| MED               | Diego Maradona           | Newell's Old Boys |
| MED               | Marco Antonio Etcheverry | Colo-Colo         |
| DEL               | Freddy Rincón            | Palmeiras         |
| DEL               | Müller                   | São Paulo         |

| Equipo Ideal 2013 | Equipo Ideal 2013 | Equipo Ideal 2013               |
| Pos.              | Futbolista        | Equipo                          |
| ----------------- | ----------------- | ------------------------------- |
| POR               | Martín Silva      | Olimpia                         |
| DEF               | Marcos Rocha      | Atlético Mineiro                |
| DEF               | Réver             | Atlético Mineiro                |
| DEF               | Paolo Goltz       | Lanús                           |
| MED               | Maxi Rodríguez    | Newell's Old Boys               |
| MED               | Everton Ribeiro   | Cruzeiro                        |
| MED               | Bernard           | Atlético Mineiro                |
| MED               | Ronaldinho        | Atlético Mineiro                |
| DEL               | Neymar            | Santos                          |
| DEL               | Ignacio Scocco    | Newell's Old Boys Internacional |
| DEL               | Jô                | Atlético Mineiro                |

### Ranking de títulos nacionales de Liga de AFA
El Ranking de títulos nacionales de AFA lista en orden decreciente a los clubes del fútbol argentino que se han consagrado campeones oficiales de primera división en la era profesional.
En dicho ranking, Newell's Old Boys se ubica en la 7° posición entre los equipos que más torneos nacionales de AFA han obtenido. Totalizando 6 campeonatos, se posiciona sólo debajo de los cinco grandes y Vélez Sársfield, y por encima de los restantes clubes del fútbol argentino.
Es, de esta forma, el equipo mejor situado del interior de Argentina.

## Clásico Rosarino
El Clásico Rosarino cuenta con una rica trayectoria, comenzando a disputarse en el año 1905 (con victoria de Newell's Old Boys 1-0, con gol de Faustino González), y continuando hasta el día de hoy. En el ínterin se han realizado decenas de los mismos abarcando diferentes instancias, como ser: Liga Rosarina de Fútbol, Asociación Rosarina de Fútbol, torneos nacionales de AFA, copas nacionales e internacionales, torneos amistosos.
La gran rivalidad histórica con que se vive dicho encuentro, lo cataloga como uno de los más atractivos y pasionales de la Argentina. Lamentablemente, no existe un registro oficial sobre el total de los clásicos a lo largo de los más de 100 años de enfrentamientos, pero tanto leprosos como canallas animan los torneos del fútbol argentino y han marcado la pasión y el sentimiento a todo el pueblo de Rosario desde varias generaciones.
Una fuente que intenta recopilar la totalidad de los mismos es el sitio web Fútbol de Rosario, que en diciembre de 2007 hizo un recuento histórico del clásico, desde 1905 hasta aquel 2007.  El mismo recopila tanto los encuentros oficiales (tanto locales, como nacionales e internacionales), como los amistosos, e incluye también los encuentros de divisiones inferiores.
Dos fuentes que intentan recopilar la totalidad de los resultados son dos publicaciones del Diario La Capital, una del año 2007, y la otra de 2008.
Otra fuente que intenta recopilar los mismos es la del sitio web Promiedos.com, donde detalla solo los clásicos oficiales disputados en Primera División desde el comienzo de los torneos nacionales de AFA (1939 hasta el día de hoy) pero no incluye los referidos a copas nacionales de AFA ni a los pertenecientes a copas internacionales oficiales de Conmebol.
Si bien no lleva la delantera en el historial de clásicos, tomando como base la conjunción de estas fuentes, Newell's Old Boys ha tenido saldos positivos en los siguientes períodos:
- Era Amateur - LRF/AFA (1905-1930):
  - Copa Santiago Pinasco
  - Copa de Honor (AFA)
  - Copa Estímulo (ARF)

- Era Profesional - ARF (1931-1938):
  - Torneo Gobernador Luciano Molinas
  - Encuentros amistosos

- Torneos Nacionales - AFA (1939-presente):
  - Copa Centenario

## Anexos
| Contenido relacionado | Datos estadísticos y trayectoria                                       | Personalidades e historia | Cultura e infraestructura                                                                                                   |
| --- | ---------------------------------------------------------------------- | --- | --- |
| - Primera División de Argentina - Máximos campeones de Primera División - Clasificación histórica de Primera División - Medallero Copa Libertadores de América - Copa de Oro Rioplatense - Newell's Femenino - Newell's de Laguna Larga - Newell's de Ecuador | - Estadísticas del Club - Palmarés del Club - Partidos internacionales | - Isaac Newell - Historia del Club - Presidentes del Club - Futbolistas del Club - Entrenadores del Club - Eduardo López - Diego Maradona - Marcelo Bielsa - Gerardo Martino - Jorge Griffa - Maxi Rodríguez | - Estadio Marcelo Bielsa - Instalaciones del Club - Hinchada del Club - Iglesia maradoniana - Lionel Messi - Lionel Scaloni |